# Milos Degenek
Miloš Degenek (ur. 28 kwietnia 1994 w Kninie) – australijski piłkarz, serbskiego pochodzenia, występujący na pozycji obrońcy w serbskim klubie Crvena zvezda oraz w reprezentacji Australii.

## Kariera klubowa
Urodzony w Kninie w Republice Serbskiej Krajiny zawodnik, w roku 2000 wyjechał wraz z rodzicami do Australii. W kategoriach juniorskich reprezentował barwy klubu Australian Institute of Sport. Latem 2012 roku trafił do drużyny rezerw VfB Stuttgart. W sezonie 2012/2013 grał jednak wyłącznie w drużynie U-19, pomimo tego, że ówczesny szkoleniowiec pierwszej drużyny – Bruno Labbadia włączył go w listopadzie do kadry pierwszej drużyny. W kolejnym sezonie wystąpił w 9 spotkaniach drużyny rezerw występującej w 3. Bundeslidze. Problemy ze ścięgnem Achillesa spowodowały jednak że zawodnik nie grał od marca do grudnia 2014 roku. Przed rozpoczęciem sezonu 2015/2016 zawodnik przeszedł do drużyny 1860 Monachium. W pierwszym sezonie był podstawowym zawodnikiem drużyny zaliczając 25 występów w meczach ligowych. Na początku kolejnego sezonu znów dały o sobie znać problemy zdrowotne, przez co Milos stracił miejsce w pierwszym składzie drużyny. W styczniu 2017 roku został zawodnikiem Yokohama F. Marinos. Sam zawodnik przyznał także, że miał już ustalone warunki kontraktu z klubem chińskiej superligi jednak zmiana limitu obcokrajowców wprowadzona przed sezonu 2017 spowodowała, że zaczął szukać innego klubu. W Japonii był podstawowym zawodnikiem klubu, jednak 5 lipca 2018 roku dołączył do drużyny, której kibicował od dziecka FK Crvena zvezda. Z serbską drużyną awansował do fazy grupowej Ligi Mistrzów UEFA.

## Kariera reprezentacyjna
6 października 2009 roku Degenek wystąpił po raz pierwszy w reprezentacji Australii do lat 16. Na Mistrzostwach Azji U-16 w 2010 roku dotarł ze swoją drużyną do półfinału. Zapewniło im to udział na Mistrzostwach Świata U-17 2011. W kategorii do lat 19 zdecydował się na reprezentowanie Serbii, jednak w 2015 roku powrócił do kadry Australii do lat 23. 27 maja 2016 roku zadebiutował w dorosłej kadrze Australii w towarzyskim meczu przeciwko Anglii. W 2018 roku wywalczył wraz z kadrą awans na Mistrzostwa Świata w Rosji. Znalazł się w 23-osobowej kadrze na turniej, jednak nie rozegrał tam ani minuty. W 2022 wywalczył wraz z drużyną awans do 1/8 finałów Mistrzostwa Świata w Katarze.